# Czumpf Imre
Czumpf Imre (Budapest, 1898. augusztus 11. – Budapest, 1973. január 20.) festőművész, restaurátor. 

## Életpályája
A Fővárosi Iparrajziskolában kezdte tanulmányait, ezután a nyergesújfalui szabadiskolában képezte magát tovább, melynek megszervezéséből is kivette részét. Mesterei id. Kernstok Károly és Rippl-Rónai József voltak. Huzamosabb ideig tartó tanulmányúton járt Párizsban és Olaszországban. 1915-ben állított ki először. Az 1920–30-as években díszlet-, bútor- és textiltervezéssel foglalkozott, 1933-ban díszítőfestő munkálatokat végzett a jászszentandrási templomon. 1942-től Budapesten az Atelier tervezőműhely tanára volt, majd később mint restaurátor dolgozott. A két világháború között expresszív jellegű képeket festett, az 1950-es évektől nonfiguratív kompozíciókra tért át.

## Egyéni kiállítások
- 1936 • Fészek Klub, Budapest
- 1965 • Hannah Holmes Gallery, London (kat.)
- 1979 • Fáklya Klub, Budapest
- 1981 • Báthory Múzeum, Nyírbátor • Xantus János Múzeum, Győr, Pest Megyei Művelődési Központ, Szentendre
- 1994 • Óbudai Társaskör Galéria, Budapest
- 1996 • Árkád Galéria, Budapest
- 1998 • Márffy és Társa Aukciós Ház, Budapest

## Válogatott csoportos kiállítások
- 1927 • Magyar táj és életkép kiállítás, Műcsarnok, Budapest
- 1936, 1938, 1940 • Csoportos kiállítás, Fészek Klub, Budapest
- 1945 • Nemzeti Sportbizottság és a Magyar Képzőművészek Szabad Szakszervezetének kiállítása, Ernst Múzeum, Budapest
- 1946 • A Magyar Képzőművészetért Mozgalom I. kiállítása, Ernst Múzeum, Budapest
- 1947 • Rippl-Rónai Társaság kiállítása, Fészek Klub, Budapest, A művész két arca, Alkotás Művészház • Magyar művészhetek, Ernst Múzeum, Budapest
- 1952 • Békeplakát és Ötéves terv grafikai kiállítás, Ernst Múzeum, Budapest
- 1969 • A nyergesi művészeti szabadiskola tanítványai, Balassa Múzeum, Esztergom.

## Művek közgyűjteményekben
- Magyar Nemzeti Galéria, Budapest
- Xantus János Múzeum, Győr